# Tarsylia
Tarsylia, Tarsylla – imię żeńskie pochodzenia łacińskiego, oznaczające "kobietę pochodzącą z Tarsu". Patronka tego imienia – św. Tarsylia, była ciotką papieża Grzegorza Wielkiego.
Tarsylia imieniny obchodzi 24 grudnia.